# Eugène-Henri Gravelotte
Eugène-Henri Gravelotte (* 6. Februar 1876 in Paris; † 23. August 1939 in Bénodet) war ein französischer Fechter.
Als Medizinstudent nahm er an den I. Olympischen Spielen 1896 in Athen teil und gewann den Florett-Wettbewerb. Damit war er der erste französische Olympiasieger in der Geschichte der Olympischen Spiele.